# Milwaukee Bucks
Milwaukee Bucks és una franquícia de l'NBA amb seu Milwaukee, Wisconsin. Participa en la Divisió Central de la Conferència Est de l'NBA.

## Història de la franquícia
- Milwaukee Bucks (1968-present)

Els Milwaukee Bucks van ser creats el gener de 1968, quan l'NBA va dur el bàsquet a la ciutat de Milwaukee, a Wisconsin. El primer partit oficial dels Bucks va ser contra els Chicago Bulls, de manera que la 1968-69 fou la primera en la història de la franquícia. La seva primera victòria vindria en el setè partit, contra els Detroit Pistons, per 134-118. Únicament van poder guanyar 26 partits en la temporada, però això els va permetre aconseguir la primera posició per al draft de 1969, on escollirien un universitari anomenat Lew Alcindor.

### 1969-1975: Els anys de Robertson i Abdul-Jabbar

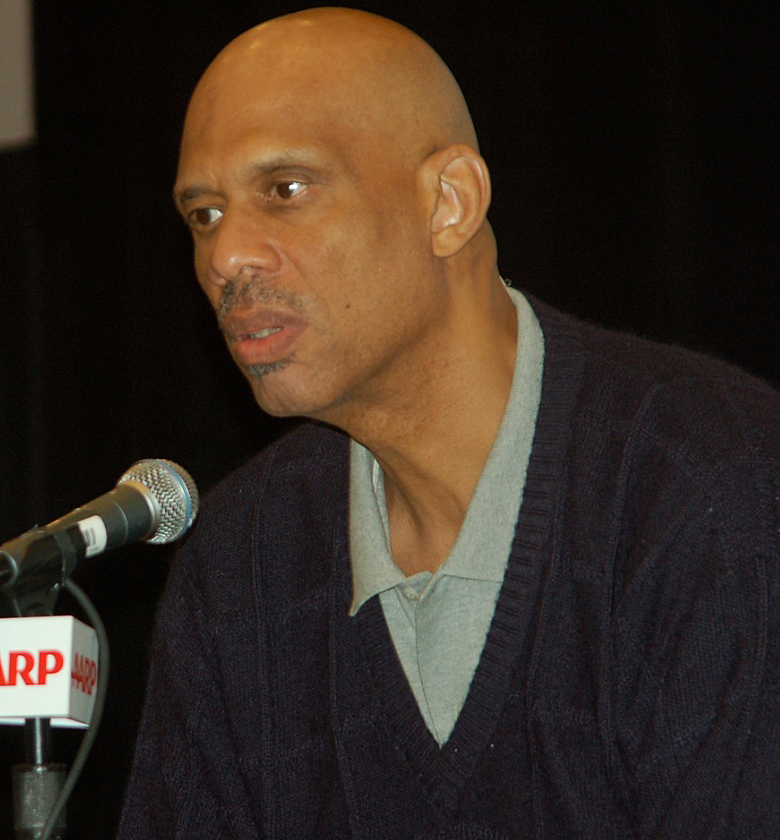
Kareem Abdul-Jabbar, la primera gran estrella de l'equip.

L'arribada de Lew Alcindor va revolucionar completament l'equip, que va passar a un rècord de 56-26; curiosament, la temporada anterior van acabar 26-56. Amb el segon millor rècord de la lliga després dels New York Knicks, els Bucks van vèncer els Philadelphia 76ers en primera ronda de playoffs, per caure davant els Knicks en semifinals. Aquest any, Alcindor va aconseguir el Rookie of the Year.
Per a la següent temporada, els Bucks van aconseguir Oscar Robertson (anomenat Big O) des dels Cincinnati Royals. La parella va ser absolutament letal, amb Big O liderant des del perímetre i Alcindor des de la pintura, els Bucks van aconseguir un rècord de 66-16, el segon millor d'aquell any i el millor de la història de la franquícia. Els Bucks van dominar els playoffs, amb un 12-2 de parcial i vencent els Baltimore Bullets a les Finals, aconseguint el primer i únic campionat de la seva història, i sent la franquícia més precoç des de la seva creació a guanyar l'anell.
Els Bucks van seguir el seu domini a començaments dels anys dels 70, seria per aquells anys quan Alcindor va canviar el seu nom a Kareem Abdul-Jabbar després de la seva conversió a l'islam. A la 1971-72, els Bucks van tornar a arribar a les Finals, encara que aquesta vegada van ser vençuts pels Los Angeles Lakers de Jerry West, Wilt Chamberlain i companyia. De nou van ser finalistes en la 1973-74, però aquesta vegada van caure davant els Boston Celtics. És, fins ara, la seva última participació en unes Finals de l'NBA. La temporada 1974-75, la retirada de Robertson i una lesió de Jabbar va arrossegar als Bucks al pou de la classificació, amb un rècord de 38-44. El 1975, Jabbar va afirmar el seu desig de no continuar en l'equip de Milwaukee, exigint el seu traspàs a l'equip d'una gran ciutat, principalment Los Angeles o Nova York. Finalment seria traspassat als Lakers.

### 1979-1990: L'era de Sidney Moncrief
Després d'una temporada de transició amb la marxa de Jabbar, el 1976 es convertiria en mànager de l'equip Don Nelson. Nelson seria durant més de 10 anys l'entrenador dels Bucks. El 1979, Sidney Moncrief era triat en cinquena posició del draft per Milwaukee.
Liderats des de la banqueta per Don Nelson, i a la pista per Sidney Moncrief, els Bucks es van convertir en aspirants perennes a la Conferència Est. Acompanyat per jugadors com Terry Cummings, Paul Pressey, Craig Hodges o Ricky Pierce, els Bucks no van ser capaços d'arribar a les Finals de la NBA, essent eliminats per equips com Boston Celtics o Philadelphia 76ers quan més a prop hi eren. Com curiositats, el 1983 van ser el primer equip a aplicar un 4-0 als Celtics en la història de l'NBA, i el primer equip que es va trobar i va vèncer als Chicago Bulls de Michael Jordan en playoffs.
El 1985, el propietari dels Bucks, Jim Fitzgerald, va decidir vendre l'equip. Els seus problemes de salut va fer que alguns inversors el volguessin fora de la franquícia. Durant els següents anys, la ciutat es negava a construir un estadi nou per a l'equip, de manera que es rumorejava que la franquícia es pogués mudar de Milwaukee.

### 1990-1998: Anys de mediocritat
Durant la dècada dels 90, els Bucks es van veure sumits en la mediocritat, acumulant temporades molt allunyades dels èxits dels 70 i 80. En els drafts de 1994 i 1996, els Bucks adquiririen Glenn Robinson i Ray Allen, dos futurs pilars del conjunt de Wisconsin. La temporada 1997-98, amb un rècord de 36-46, els Bucks acumulaven 7 temporades consecutives fora dels playoffs.
El 1993, i a causa del 25 aniversari de la franquícia, es va remodelar el logo i equipació de l'equip. Es van adoptar els colors verd, morat i plata abandonant el clàssic verd, vermell i blanc. Així mateix es va modernitzar el logotip de l'equip, passant del clàssic cérvol en forma de dibuixos animats a un altre de més realista.

### 1998-2003: ElBig Threed'Allen, Robinson i Cassell

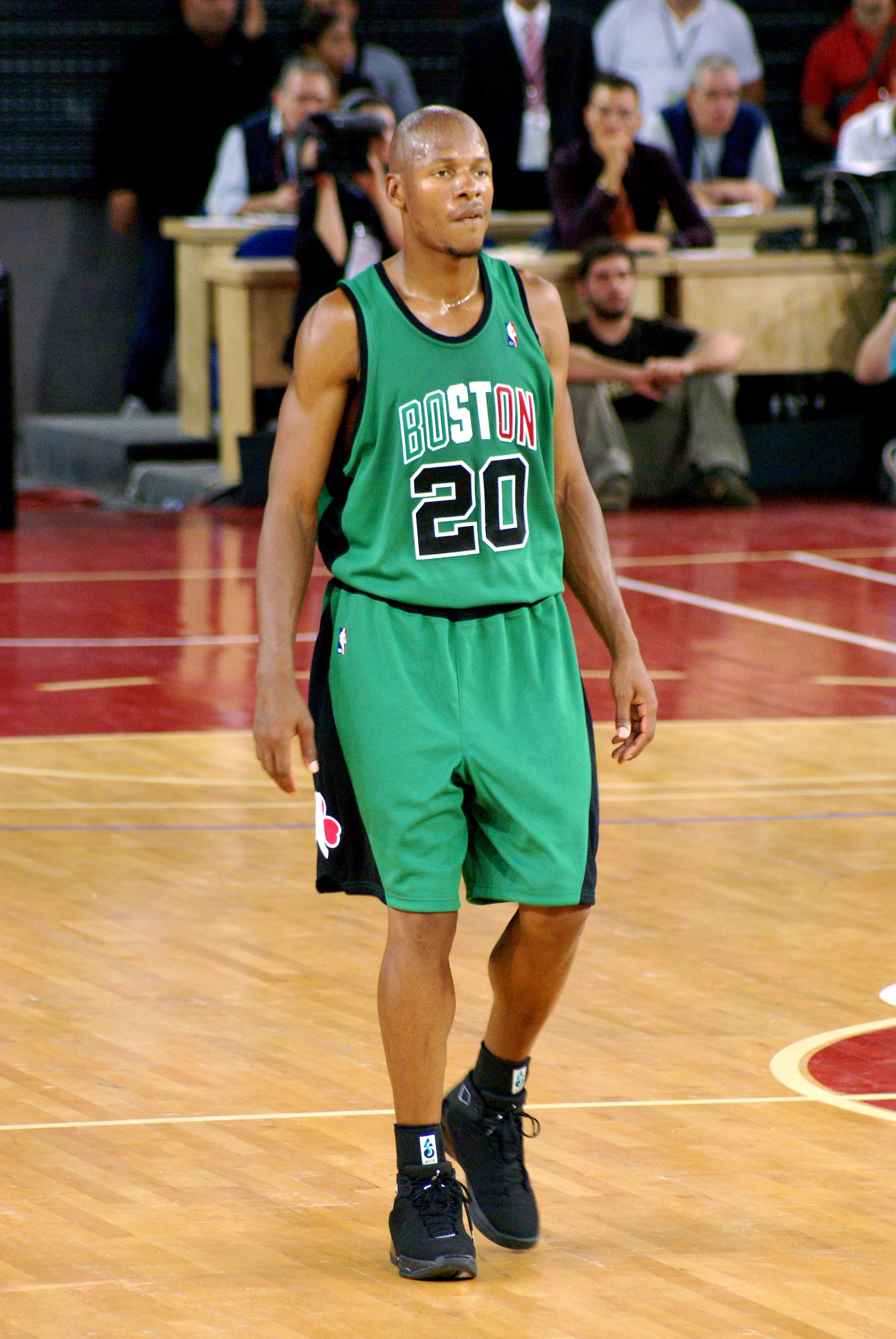
Ray Allen.

Després de gairebé una dècada sumits en la part baixa de la classificació, el 1998 els Bucks contractaven com a entrenador a George Karl, el qual havia portat els Seattle SuperSonics a les Finals en la temporada 1995-96. Sota el lideratge de Karl, els Bucks van fer un equip consistent basat en jugadors talentosos com el base Sam Cassell, el triplista Ray Allen i l'aler Glenn Robinson. Els Bucks van arribar al seu zenit en la temporada 2000-01, quan van arribar a les Finals de Conferència, tot i que foren vençuts pels Philadelphia 76ers d'Allen Iverson.
La temporada 2001-02, els Bucks eren l'equip a batre de la Conferència Est, però l'adquisició d'Anthony Mason, el qual arribava per perfeccionar l'equip, el que va fer va ser desestabilitzar-lo. Les polèmiques de Mason, criticant als seus companys d'equip, al seu entrenador i amb una pèssima actitud de treball, van fer que la manca de química afectés l'equip. D'aspirants a tot van passar a ni tan sols classificar-se a playoffs després d'acabar amb un rècord de 41-41. Les tensions van fer que Mason fos traspassat a Atlanta Hawks per Toni Kukoc i una primera ronda de draft.
La temporada 2002-03, els Bucks traspassaven Ray Allen a Seattle SuperSonics pel veterà base Gary Payton i Desmond Mason. Els Bucks van aconseguir classificar-se per playoffs amb un rècord de 42-40, però van ser eliminats 4-2 per New Jersey Nets en primera ronda. A la postemporada, Sam Cassell i Ervin Johnson eren traspassats a Minnesota Timberwolves, mentre que Payton es convertia en agent lliure. L'entrenador, George Karl, abandonava l'equip després de cinc anys al comandament.

### 2003-2015: Anys grisos
Amb el mànager Larry Harris, els Bucks afrontaven una era de reconstrucció. La marxa d'Allen va fer que l'escorta Michael Redd destaqués com el líder de l'equip, arribant fins i tot a All-Star. En aquests anys, els Bucks van aconseguir els playoffs les temporades 2003-04 i 2005-06, encara que en ambdues sense arribar passar de primera ronda. El 2005, escollien en primera ronda de draft al pivot Andrew Bogut, el qual estaria constantment llastat per les lesions i sense deixar mostrar el seu potencial.
El 2006, els Bucks van remodelar de nou el logo i equipació, tornant als clàssics colors verd, vermell i blanc en detriment del platejat i morat. El 2008, els Bucks van complir el seu 40 aniversari com a franquícia. Al març d'aquest any, Harris no va ser renovat com a mànager, adquirint al que fins llavors havia estat vicepresident d'operacions dels Detroit Pistons, John Hammond. Aleshores, les eleccions de draft no van ser molt encertades, destacant casos com el del xinès Yi Jianlian (elegit cinquè) o l'ala-pivot Joe Alexander (elegit vuitè).
Per al draft de 2009, els Bucks adquirien Brandon Jennings al costat de jugadors com Hakim Warrick o John Salmons. Amb un bloc sòlid amb jugadors com el rookie Jennings, Bogut, Salmons, Redd o el turc Ersan Ilyasova, els Bucks tornaven a competir pels llocs de playoffs. En la temporada 2009-10, els Bucks finalitzaven sisens a la Conferència Est i tornaven a playoffs, sent eliminats per Atlanta Hawks.
La temporada 2011-12, els Bucks traspassaven el pivot Andrew Bogut, afligit per lesions, i el polèmic aler Stephen Jackson a Golden State Warriors per Munta Ellis, Kwame Brown i Ekpe Udoh. Així mateix, enviaven un gran nombre de jugadors a Houston Rockets per Samuel Dalembert.
A la 2012-13, liderats des del perímetre per jugadors com Jennings, Ellis o Ilyasova, els Bucks aconseguien finalitzar en l'última posició que donava accés als playoffs amb un rècord de 38-44, tot i que foren arrasats 4-0 en primera ronda pels Miami Heat de LeBron James, Dwyane Wade i Chris Bosh.

### 2015-Present: Reconstrucció/Own the Future
Després d'una desastrosa temporada 2013-14 els Bucks van contractar a l'entrenador Jason Kidd i van seleccionar al número 2 del Draft Jabari Parker. Els Bucks van iniciar la temporada amb bon peu sent un dels equips prominents de la conferència Est superant a equips com els Boston Celtics o el Miami Heat tenint Giannis Adetokunbo com la figura de l'equip, després de l'All-Star l'equip de Milwaukee va adquirir als jugadors Miles Plumlee, Tyler Ennis i al rookie de l'any, Michael Carter-Williams, convertint-se en una de les estrelles d'aquest equip, liderat per Adetokunbo, Carter-Williams i Middleton. Els Bucks es van classificar als playoffs enfrontant-se als Chicago Bulls, sent derrotats en la sèrie 4-2. A mitja temporada el co-propietari dels Bucks Wes Edens va confirmar que es començarà a construir un nou pavelló a mitjan 2017 i que l'equip renovarà el seu logotip. Després d'obrir-se la data de transaccions en els dies del Draft de 2015, es van fer amb els serveis del base veneçolà Greivis Vásquez, provinent dels Toronto Raptors.
Temps després, abans del començament de la temporada, els Bucks van signar per tres anys i salari màxim al pivot Greg Monroe, provinent dels Detroit Pistons, i també van renovar el contracte a jugadors importants com Khris Middleton i John Henson i la reincorporació de Jabari Parker després d'una lesió.
En la seva temporada 2019-20, els Bucks van aconseguir una plaça de playoff després del 56è partit de la temporada regular de l'equip, convertint-se en l'equip més ràpid en aconseguir un lloc de playoff mesurat pel nombre de partits jugats i per la data del calendari (23 de febrer) des de l'NBA. va canviar el seu format de playoffs el 1984.

## Pavellons
- Milwaukee Arena (1968-1988)
- Bradley Center (1988-2018)
- Fiserv Forum (2018-actualitat)

## Entrenadors
- Larry Costello (1968-76)
- Don Nelson (1976-87)
- Del Harris (1987-91)
- Frank Hamblen (1991-92)
- Mike Dunleavy, Sr. (1992-96)
- Chris Ford (1996-98)
- George Karl (1998-2003)
- Terry Porter (2003-2005)
- Terry Stotts (2005-2018)
- Mike Budenholzer (2018-present)